# 楊善諭
楊 善諭（ヨン・シンユー、1989年2月19日 - ）は、香港出身の元女性声優。香港TVBに所属していた。2010年12月に引退するまで、日本アニメの広東語版吹き替え声優として知られていた。

## 人物・経歴
2007年からフリーの声優として活動し、主に「Animax香港」チャンネルで活動。Animax版「ああっ女神さまっ」のスクルドや、「金色のコルダ」の冬海笙子の声優として出演した。
2008年12月香港TVB所属となり、2010年12月引退するまで多数の作品の主要キャラの広東語版吹き替えを担当した。アニメキャラクターとしては、『ゲゲゲの鬼太郎』の猫娘、『しゅごキャラ!』の結木やや、『ハヤテのごとく!』の瀬川泉、『コードギアス 反逆のルルーシュ』のC.C.、『Yes!プリキュア5』の夏木りん、『けいおん!』の平沢憂など百数十のキャラクターを担当した。
2010年12月、声優を引退。

## 出演作品
※太字は主役・メインキャラクター。特記がない項目はすべて広東語版の吹替え。

### テレビアニメ
2007年
- ああっ女神さまっ（スクルド）（Animaxバージョン）

2008年
- 金色のコルダ（冬海笙子）（Animaxバージョン）
- レ・ミゼラブル（アゼルマ、コゼット）
- ふたりはプリキュア Splash Star（霧生満）
- 銀魂（花野咲）
- エンジェル・ハート（白蘭、ミキ）
- 彩雲国物語（藍十三姫、玉華）

2009年
- ああっ女神さまっ（長谷川空）
- しゅごキャラ!（結木やや、日奈森亜実（前期））
- 涼宮ハルヒの憂鬱（キョンの妹）
- コードギアス 反逆のルルーシュ（C.C.）
- コードギアス 反逆のルルーシュR2（C.C.）
- Yes!プリキュア5（夏木りん）
- 聖闘士星矢 冥王ハーデス編（ユリティース）
- 太極千字文（セナ）
- ゲゲゲの鬼太郎（猫娘）
- ハヤテのごとく!（瀬川泉）
- ヤッターマン（アイちゃん）
- Paradise Kiss（山口アリス）
- 黒執事（ポーラ）

2010年
- うちの3姉妹（スー）
- 機動戦士ガンダム00（ミレイナ・ヴァスティ）（第二季）
- イナズマイレブン（立向居勇気）
- ソウルイーター（エルカ=フロッグ、柏迪）
- ポケットモンスター ダイヤモンド&パール（ヒカリ）
- 涼宮ハルヒの憂鬱1X2（キョンの妹、榎本美夕紀）
- けいおん!（平沢憂）
- CANAAN（ユンユン）

### 特撮番組
2008年
- 仮面ライダーカブト（ゴン（高山百合子））

2009年
- 轟轟戦隊ボウケンジャー（間宮菜月（ボウケンイエロー））
- 仮面ライダー電王（小林霞）

2010年
- ケータイ捜査官7（網島可憐）

### テレビドラマ
2008年
- ゴシップガール（ヘーゼル）

2009年
- 無敵珊寶妹（胡珊寶）
- ベートーベン・ウィルス（ハ・イドゥン）
- 花より男子〜Boys Over Flowers（チュ・カウル）
- だいすき!!（藤川夏梅）
- ラスト・フレンズ（岡部まゆみ）
- ギラギラ（七瀬織江）
- ヤスコとケンジ（森野千里）
- 老千（李蘭淑（童年））
- Tomorrow〜陽はまたのぼる〜（三島千夏）
- スターの恋人（キム・ユリ）
- 一枝梅（繊繊）
- ホット・ショット（ジャン・ジエル）
- 終極三國（貂蝉）
- 世にも奇妙な物語（波江）
- 銭ゲバ（桑田春子）
- BLOODY MONDAY（高木遥）
- 翻滾吧！蛋炒飯（関小舒）
- 魔王（新谷空）
- Britannia High（ロニー）

2010年
- メイちゃんの執事（麻々原みるく、水沢聡美）
- 白い春（村上さち）
- モモのお宅の王子さま（チェン・モモ）
- アイリス（ヤン・ミジョン）
- おひとりさま（三枝みなみ）
- 天使の誘惑（申賢智）
- ブザー・ビート〜崖っぷちのヒーロー〜（上矢優里）
- パンドラ（水野愛美）
- ありふれた奇跡（小谷美代）
- ゴーストタウンの花（柳川美香）
- オルトロスの犬（白川加奈）
- BLOODY MONDAY（高木遥）
- リアル・クローズ（天野真由）
- 東京DOGS（高倉カリン）
- 恋して悪魔〜ヴァンパイア☆ボーイ〜（高木香織）

### 映画
2009年
- ラフ ROUGH（小柳かおり）

2010年
- SAYURI（おカボ）
- トランスポーター2（オードリー・ビリングス）
- ダイ・ハード4.0（ルーシー・ジェネロ（マクレーン））